# Longli
Longli (en chino, 龙里; pinyin, Lónglǐ) es un condado bajo la administración directa de la Prefectura Qiannan en la Provincia de Guizhou, República Popular China.  Su área es de 1519 km² y su población total para 2010 superó los 180 mil habitantes.

## Administración
Desde julio de 2020, el  condado Longli se divide en 6 pueblos que se administran en 1 subdistrito y 5  poblados.